# Vukovar

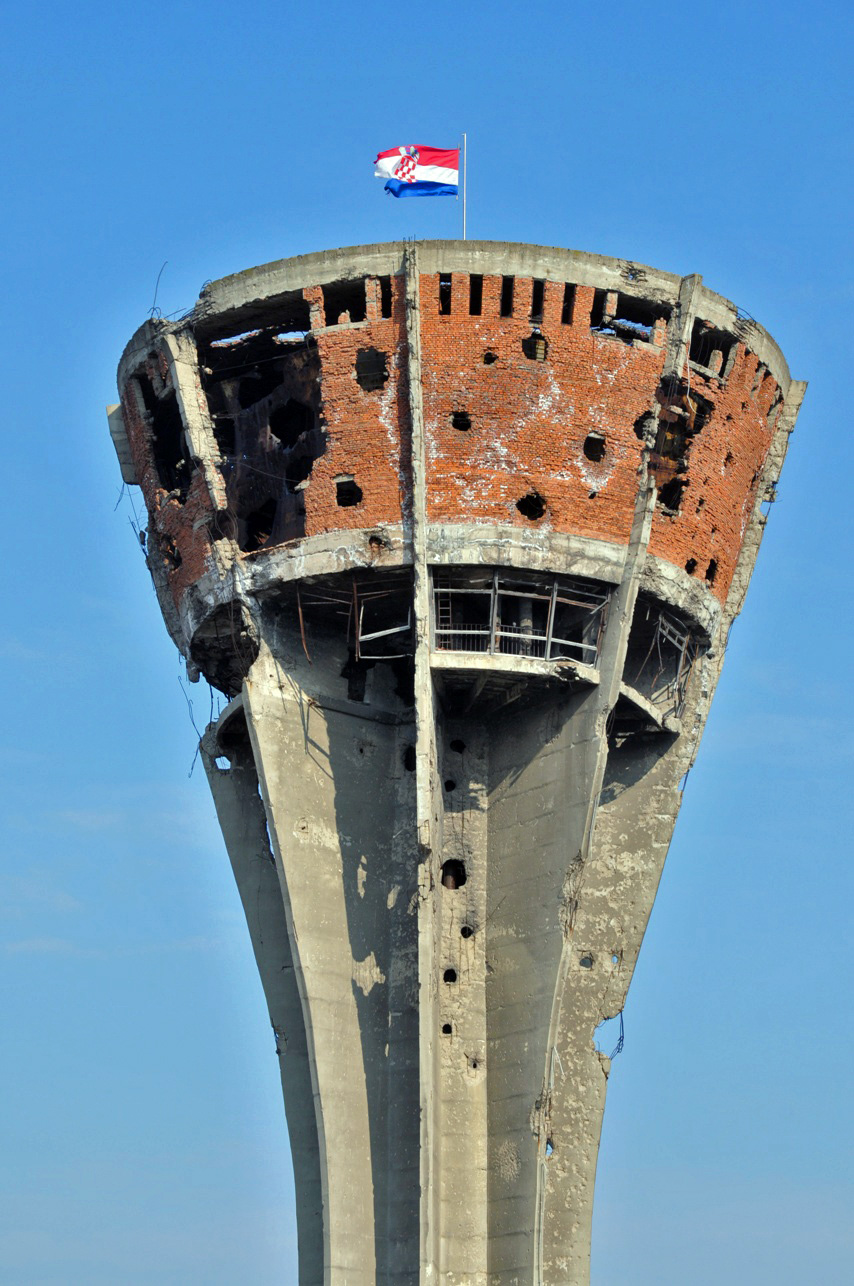
Vukovars vattentorn blev skadat under kriget. Det har blivit en symbol och är därför K-märkt i nuvarande skick och kommer därför inte att repareras

Vukovar (tyska: Wukowar, ungerska: Vukovár) är en stad i landskapet Slavonien i östra Kroatien. Staden har 28 016 invånare (2011) varav 26 716 invånare i centralorten. Vukovar är huvudort i Vukovar-Srijems län och ligger vid Donau och gränsen till Serbien.

## Historia
1150 omnämns staden för första gången i skriven text som castrum Vlcou. Våren 1388 besegrades banen Ivan Horvats bosniska här av den ungerska kungen Sigismund strax söder om staden. Den 12 augusti 1687, efter slaget vid Haršanj, befriades staden från osmansk ockupation.
Den 15 november 1848, under den ungerska revolutionen, besegrade Kázmér Batthyány den serbiska hären vid Vukovar.

### Kroatiska självständighetskriget

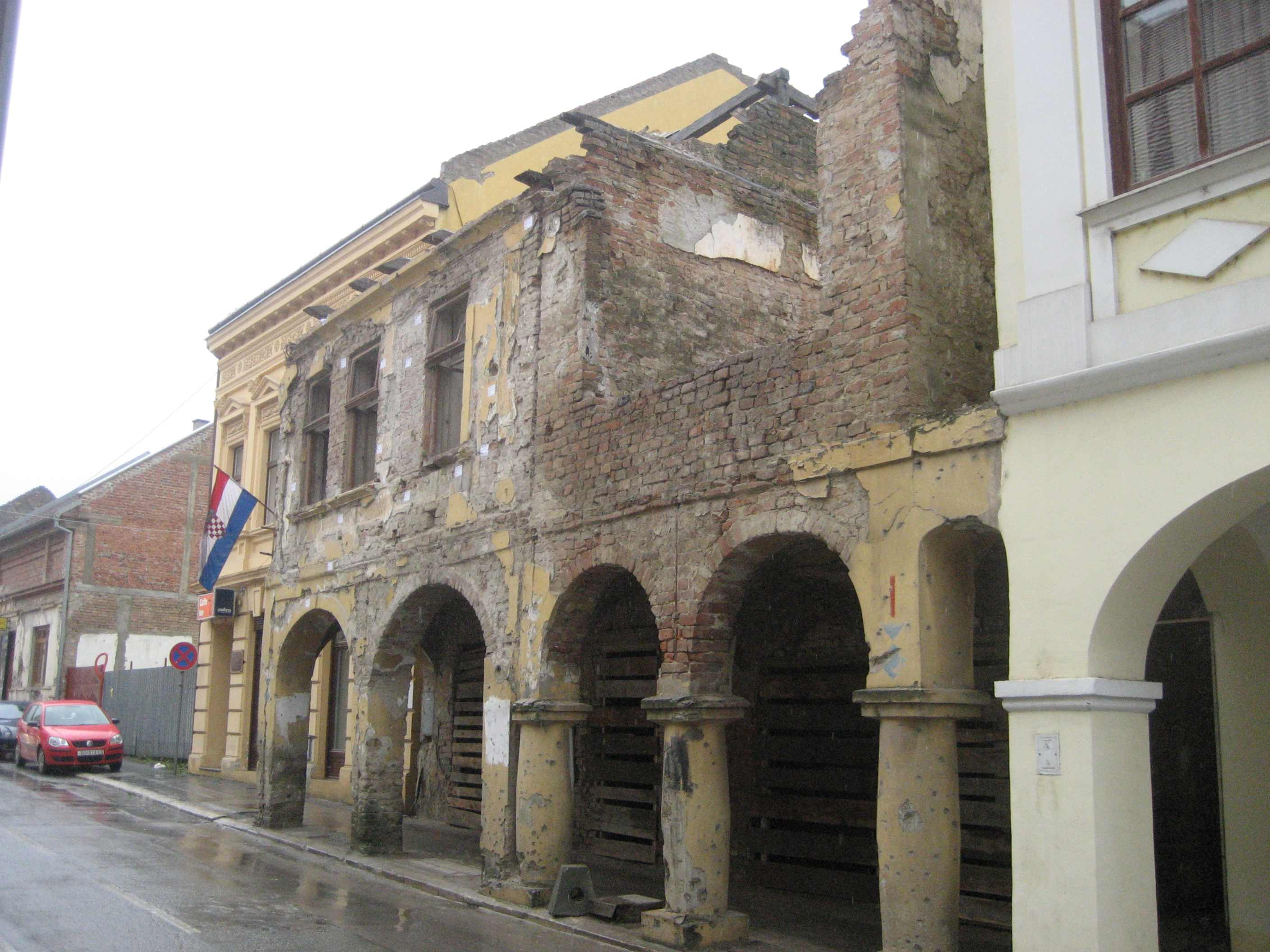
Skadad byggnad i centrala Vukovar.

I samband med Kroatiens utträde ur den sydslaviska federationen Jugoslavien och det påföljande kroatiska självständighetskriget, kom staden att skadas svårt. Den 26 augusti 1991 omringades staden av serbiska styrkor vilket kom att utvecklas till slaget om Vukovar. De kroatiska försvararna var i numerärt och militärt underläge och den 18 november 1991 föll staden i de serbiska styrkornas händer. Under striderna stupade 7 500 kroatiska soldater och frivilliga. Samtidigt vann det kroatiska försvaret tid för att organisera sig. Striderna förstörde så gott som allt i staden. Under den tre månader långa belägringen omhändertogs de skadade i sjukhusets källare under fruktansvärda omständigheter. Senare kom även friska civila att söka sig till sjukhusets källare eftersom den var stadens största källarkomplex och kunde brukas som skyddsrum. Under förevändningen att sjukhuset skulle evakueras lät serberna med buss föra bort de människor som vårdades eller hade tagit sin tillflykt till källaren. De fördes till byn Ovčara där de torterades och sedan sköts till döds. Händelsen kom att bli känd som Vukovarmassakern. Offren dumpades i massgravar.
I Kroatien har staden blivit en symbol för det kroatiska självständighetskriget och kampen för ett självständigt Kroatien. Till minne av de stupade kroatiska försvararna har myndigheterna låtit resa ett kors vid Donaustranden, anlägga Ovčaras minnescentrum och ett minnesmärke vid Ovčara samt upprätta ett minnesmuseum i Vukovarsjukhusets källare.

## Demografi
Vid folkräkningen 1910 hade staden 10 359 invånare. Befolkningens etnicitet var fördelad enligt tabellen nedan:
| Folkgrupp | Antal | Procent |
| --------- | ----- | ------- |
| kroater   | 4 126 | 39,83%  |
| tyskar    | 3 502 | 33,80%  |
| serber    | 1 592 | 15,36%  |
| ungrare   | 954   | 9,20%   |

## Geografi
Floden Donau flyter genom staden. Vukovar befinner sig på 108 meters höjd.

## Transporter och kommunikationer

### Vägar
Väg 7 går från Osijek, via Vukovar, till Ilok. Lokala vägar går till bland annat Novi Jankovici och Orolik.

### Järnväg
Järnvägen går till Vinkovci.

### Tvåspråkiga skyltar
Inför Kroatiens inträde i den europeiska unionen ställdes krav på landets regering om att respektera etniska minoriteters rättigheter, krav som regeringen accepterade i februari 2013, vilket innebar att Vukovar, med en serbisk befolkningsandel på över 30%, efter EU-inträdet skulle komma att få tvåspråkiga skyltar. Detta beslut resulterade i kraftiga protester från kroatiska krigsveteraner, som i början på februari samlades på torget i Zagreb och öppet demonstrerade däremot.
Nya protester uppstod den 2 september, då regeringens beslut från februari verkställdes, och skyltar skrivna på det kyrilliska alfabetet började att sättas upp. Ett drygt hundratal krigsveteraner samlades i Vukovar, och började därefter att förstöra och riva ned de kyrilliska skyltarna. Polis insattes för att häva demonstrationerna, som betecknades som tämligen lindriga, då inga personer kom till allvarlig skada, och de vandaliserade skyltarna kommer på nytt att sättas upp, i enlighet med EU-kraven och regeringens beslut.

## Sport
Sportlag från Vukovar (urval):
- Volleybollslaget "Vukovar"
- Fotbollslaget "Vukovar 91" med flera.
- Tennisklubben "Borovo"
- Friidrottsklubben "Maraton"

## Arkitektur och stadsbild
Vukovar skadades svårt under det kroatiska självständighetskriget. Även om mycket är återuppbyggt syns fortfarande spår efter kriget. Det under kriget sönderskjutna vattentornet är kulturminnesmärkt och kommer inte att repareras.

### Sevärdheter
- Franciskanerklostret
- Sankt Johanneskyrkan
- Sankt Mikos ortodoxa kyrka
- Donaus strandpromenad
- Orlovön
- Kyrkorna Sankt Filip och Jakov
- Slottet Eltz (från 1700-talet) som tidigare tillhörde den tyska familjen Eltz. Slottet rymmer i dag stadens museum och finns avbildat på 20 kuna-sedeln.

### Fotnoter
1. 1 2  ”Census of Population, Households and Dwellings 2011, First Results by Settlements” (på engelska och kroatiska) ( PDF). Kroatiska statistiska centralbyrån. Arkiverad från originalet den 19 augusti 2014. https://web.archive.org/web/20140819030849/http://www.dzs.hr/Hrv_Eng/publication/2011/SI-1441.pdf. Läst 24 november 2013.